# Diamentowa Liga 2021
Diamentowa Liga 2021 – dwunasta edycja prestiżowych zawodów Diamentowej Ligi. W 2021 roku pierwszy mityng miał się odbyć 23 maja w Rabacie na Stade Moulay Abdellah, lecz z powodu restrykcji związanych z pandemią COVID-19 cykl otworzył się w Gateshead na Gateshead International Stadium. Finałowe zawody odbyły się w dniach 8-9 września podczas  Weltklasse Zürich w Zurychu. Cykl składał się z 12 mityngów.

## Kalendarz
| Data         | Mityng                      | Miasto    | Stadion                         | Wyniki    |
| ------------ | --------------------------- | --------- | ------------------------------- | --------- |
| 23 maja      | Müller Grand Prix Gateshead | Gateshead | Gateshead International Stadium | Rezultaty |
| 28 maja      | Doha Diamond League         | Doha      | Qatar SC Stadium                | Rezultaty |
| 10 czerwca   | Golden Gala                 | Florencja | Stadio Luigi Ridolfi            | Rezultaty |
| 1 lipca      | Bislett Games               | Oslo      | Bislett Stadion                 | Rezultaty |
| 4 lipca      | Bauhaus-Galan               | Sztokholm | Stadion Olimpijski              | Rezultaty |
| 9 lipca      | Herculis                    | Monako    | Stade Louis II                  | Rezultaty |
| 13 lipca     | Müller British Grand Prix   | Gateshead | Gateshead International Stadium | Rezultaty |
| 21 sierpnia  | Prefontaine Classic         | Eugene    | Hayward Field                   | Rezultaty |
| 26 sierpnia  | Athletissima                | Lozanna   | Stade Olympique de la Pontaise  | Rezultaty |
| 28 sierpnia  | Meeting de Paris            | Paryż     | Stade Sébastien Charléty        | Rezultaty |
| 28 sierpnia  | Memorial Van Damme          | Bruksela  | Stadion Króla Baudouina I       | Rezultaty |
| 8-9 września | Weltklasse Zürich           | Zurych    | Letzigrund Stadion              | Rezultaty |

## Zwycięzcy
| Konkurencja                        |                       |
| Mężczyźni                          |                       |
| Bieg na 100 metrów                 | Fred Kerley           |
| Bieg na 200 metrów                 | Kenneth Bednarek      |
| Bieg na 400 metrów                 | Michael Cherry        |
| Bieg na 800 metrów                 | Emmanuel Korir        |
| Bieg na 1500 metrów                | Timothy Cheruiyot     |
| Bieg na 5000 metrów                | Berihu Aregawi        |
| Bieg na 3000 metrów z przeszkodami | Benjamin Kigen        |
| Bieg na 110 metrów przez płotki    | Devon Allen           |
| Bieg na 400 metrów przez płotki    | Karsten Warholm       |
| Skok wzwyż                         | Gianmarco Tamberi     |
| Skok o tyczce                      | Armand Duplantis      |
| Skok w dal                         | Thobias Montler       |
| Trójskok                           | Pedro Pichardo        |
| Pchnięcie kulą                     | Ryan Crouser          |
| Rzut dyskiem                       | Daniel Ståhl          |
| Rzut oszczepem                     | Johannes Vetter       |
| Kobiety                            |                       |
| Bieg na 100 metrów                 | Elaine Thompson-Herah |
| Bieg na 200 metrów                 | Christine Mboma       |
| Bieg na 400 metrów                 | Quanera Hayes         |
| Bieg na 800 metrów                 | Keely Hodgkinson      |
| Bieg na 1500 metrów                | Faith Kipyegon        |
| Bieg na 5000 metrów                | Francine Niyonsaba    |
| Bieg na 3000 metrów z przeszkodami | Norah Jeruto          |
| Bieg na 100 metrów przez płotki    | Tobi Amusan           |
| Bieg na 400 metrów przez płotki    | Femke Bol             |
| Skok wzwyż                         | Marija Łasickienie    |
| Skok o tyczce                      | Anżelika Sidorowa     |
| Skok w dal                         | Ivana Španović        |
| Trójskok                           | Yulimar Rojas         |
| Pchnięcie kulą                     | Magdalyn Ewen         |
| Rzut dyskiem                       | Valarie Allman        |
| Rzut oszczepem                     | Christin Hussong      |

## Polacy
Lokaty Polaków w zawodach finałowych:
| Lokata | Imię i nazwisko   | Konkurencja    |
| ------ | ----------------- | -------------- |
| 5.     | Kamila Lićwinko   | skok wzwyż     |
| 6.     | Natalia Kaczmarek | 400 m          |
| 6.     | Maria Andrejczyk  | rzut oszczepem |